# 埃克哈德·皮奇
埃克哈德·皮奇（德語：Eckehard Pietzsch，1939年10月14日—），德国男子排球运动员。他曾代表东德国家队参加1968年和1972年夏季奥林匹克运动会排球比赛，其中1972年奥运会获得一枚银牌。